# Lohitzüne-Oihergi
Lohitzüne-Oihergi (en francès i oficialment Lohitzun-Oyhercq) és un municipi d'Iparralde al territori de Zuberoa, que pertany administrativament al departament dels Pirineus Atlàntics (regió de la Nova Aquitània). Limita amb les comunes de Domintxaine-Berroeta al nord, Arüe-Ithorrotze-Olhaibi al nord-est, Larribarre-Sorhapürü al nord-oest, Uhartehiri a l'oest, Ainharbe al sud-est, Pagola al sud-oest i Urdiñarbe al sud.

## Demografia
| 1901 | 1962 | 1968 | 1975 | 1982 | 1990 | 1999 |
| ---- | ---- | ---- | ---- | ---- | ---- | ---- |
| 378  | 304  | 278  | 270  | 227  | 195  | 217  |
|      |      |      |      |      |      |      |

## Administració
| Data d'elecció                               | Identitat               | Qualitat |
| -------------------------------------------- | ----------------------- | -------- |
| Les dades anteriors a 1995 no són conegudes. |                         |          |
| 1995                                         | Baptiste Labarthe       |          |
| 2001                                         | Jean-Baptiste Mendribil |          |